# Рашаант (Хувсгел)
Рашаант (монг. Рашаант, «минеральный источник») — сомон в аймаке Хувсгел. Расположен в юго-восточной части аймака. Граничит с аймаками Архангай (на юге) и Булган (на востоке), а также с сомонами Тосонцэнгэл (на северо-западе) и Их-Уул (на северо-востоке).
Площадь составляет 1980 км²; население на 2000 год — 3280 человек. Административный центр — город Рашаант, расположен в 154 км к юго-востоку от города Мурэн и в 518 км от Улан-Батора.
По данным на 2004 год в сомоне было примерно 55 000 коз, 51 000 овец, 8900 коров и яков, 8200 лошадей и 0 верблюдов.

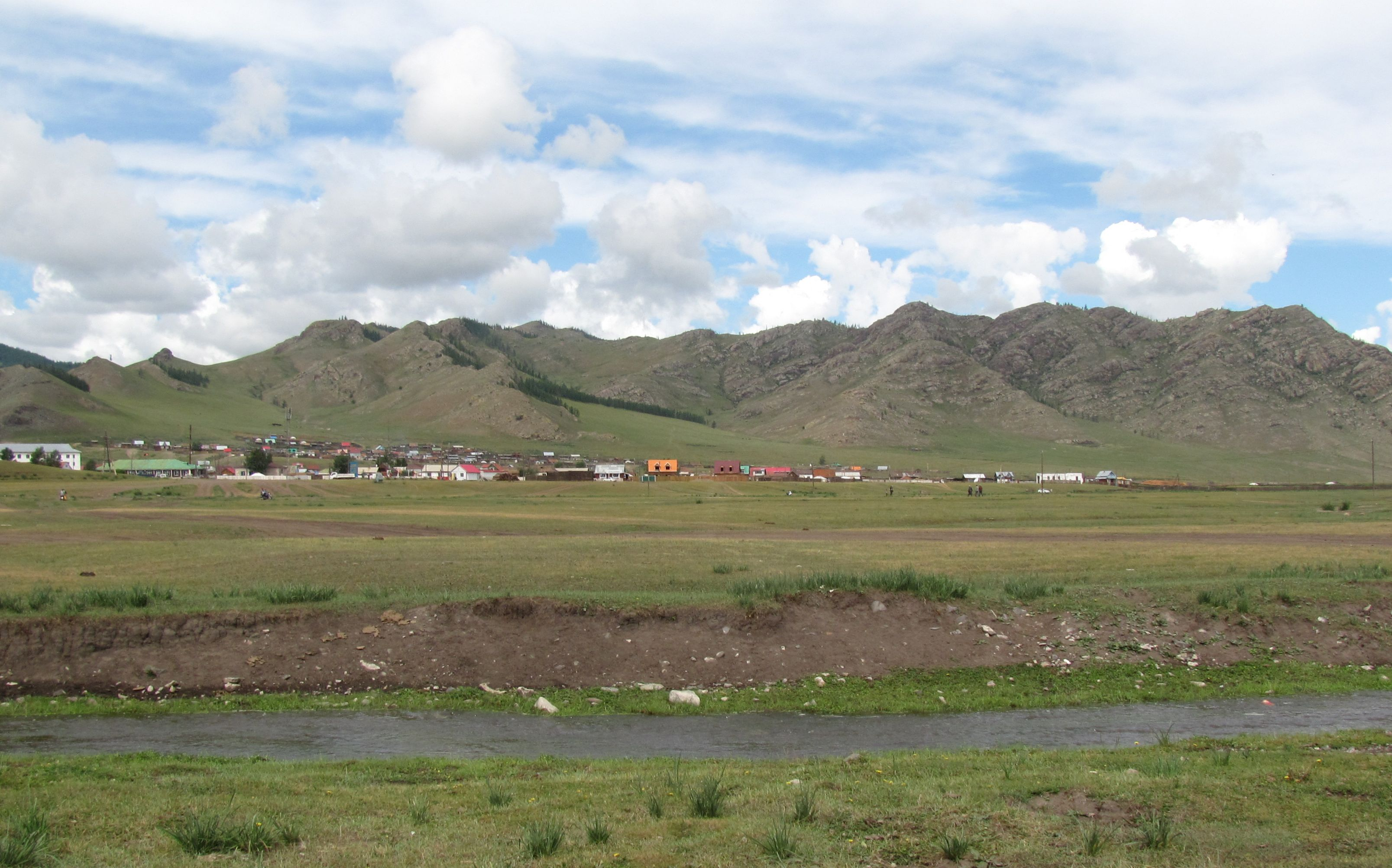
Вид на город Рашаант